# Jeffrey Lynn
Jeffrey Lynn (* 16. Februar 1909 in Auburn, Massachusetts; † 24. November 1995 in Burbank, Kalifornien; eigentlich Ragnar Godfrey Lind) war ein US-amerikanischer Schauspieler.

## Leben
Lind arbeitete im Anschluss an seine Schulausbildung am Bates College als Highschool-Lehrer. 1937 erhielt er einen Studiovertrag bei Warner Bros. in Hollywood. Im folgenden Jahr wurde er hier für die Rolle des Felix Deitz in Michael Curtiz’ Filmkomödie Vater dirigiert besetzt. Der für fünf Oscars nominierte Film zog drei Fortsetzungen nach sich. In den folgenden Jahren besetzte Jeffrey Lynn in Hollywood das Rollenfach des gutaussehenden, charmanten Ehemannes oder Liebhabers, allerdings ohne jemals in die erste Riege der Hollywood-Stars aufzusteigen.
1939 war er für die Rolle des Ashley Wilkes in Vom Winde verweht im Gespräch, die jedoch nach dem Casting letztlich an Leslie Howard ging. Stattdessen erhielt er von Warner eine Nebenrolle als gutmütiger Anwalt an der Seite von James Cagney und Humphrey Bogart im Gangsterfilm Die wilden Zwanziger. Neben Bogart war er 1940 erneut in Ein Nachtclub für Sarah Jane zu sehen, im selben Jahr spielte er neben Bette Davis im Filmdrama Hölle, wo ist dein Sieg. In mehreren Filmen war die Schauspielerin Priscilla Lane seine Filmpartnerin.
Seine Filmkarriere wurde durch den Zweiten Weltkrieg unterbrochen. Er diente als Nachrichtenoffizier bei den Streitkräften der Vereinigten Staaten und wurde für seine Verdienste mit dem Bronze Star ausgezeichnet. Die Hoffnung, nach dem Kriegsende seine Filmkarriere mit demselben Erfolg wieder aufnehmen zu können, erfüllte sich jedoch nicht. Zwar erhielt er 1949 eine größere Nebenrolle an der Seite von Jeanne Crain und Kirk Douglas in dem erfolgreichen Film Ein Brief an drei Frauen, danach blieben gute Filmangebote jedoch aus. Daraufhin trat Lynn ab den 1950er Jahren als Theaterschauspieler auf und feierte 1951 sein Debüt am Broadway. Zudem war er in den 1950er Jahren Gast in verschiedenen Fernsehformaten. 
In den 1960er Jahren war er in den Spielfilmen Telefon Butterfield 8 und Der Schnüffler zu sehen. Ende der 1960er Jahre zog sich Lynn fast völlig aus dem Schauspielgeschäft zurück und arbeitete stattdessen als Makler; gelegentlich nahm er jedoch noch Gastrollen an, etwa in den Serien Simon & Simon und Mord ist ihr Hobby in den 1980er Jahren.
Lynn war dreimal verheiratet. Aus seiner zweiten Ehe mit Robin Chandler gingen zwei Kinder hervor.

## Filmografie (Auswahl)
- 1938: Out Where the Stars Begin (Kurzfilm)
- 1938: When Were You Born
- 1938: Vater dirigiert (Four Daughters)
- 1939: Vier Töchter räumen auf (Daughters Courageous)
- 1939: Geheimagenten (Espionage Agent)
- 1939: Die wilden Zwanziger (The Roaring Twenties)
- 1940: The Fighting 69th
- 1940: Ein Nachtclub für Sarah Jane (It All Came True)
- 1940: Hölle, wo ist dein Sieg? (All This, and Heaven Too)
- 1941: Four Mothers
- 1941: Dem Schicksal vorgegriffen (Flight from Destiny)
- 1941: Der Dollarregen (Million Dollar Baby)
- 1941: Flucht in die Tropen (Law of the Tropics)
- 1948: Die schwarze Maske (Black Bart)
- 1948: Whiplash
- 1949: Ein Brief an drei Frauen (A Letter to Three Wives)
- 1949: Strange Bargain
- 1950: Käpt’n China (Captain China)
- 1951: Home Town Story
- 1953: My Son Jeep (Fernsehserie, 11 Folgen)
- 1953: Main Street to Broadway
- 1957: Lost Lagoon
- 1960: Telefon Butterfield 8 (BUtterfield 8)
- 1967: Der Schnüffler (Tony Rome)
- 1969: Der Chef (Ironside, Fernsehserie, Folge 3x06)
- 1969: The Bold Ones: The New Doctors (Fernsehserie, Folge 1x06)
- 1973: Barnaby Jones (Fernsehserie, Folge 1x12)
- 1982: Liebe einen Sommer lang (Forbidden Love, Fernsehfilm)
- 1983: Simon & Simon (Fernsehserie, Folge 3x11)
- 1987: Mord ist ihr Hobby (Murder, She Wrote, Fernsehserie, Folge 3x21)
- 1990: Unter der Sonne Kaliforniens (Knots Landing, Fernsehserie, Folge 11x21)
- 1990: Der Nachtfalke (Midnight Caller, Fernsehserie, Folge 3x03)

## Broadway
- 1951: The Long Days
- 1951–1952: Lo and Behold!
- 1964–1966: Any Wednesday
- 1966–1967: Dinner at Eight